# سلطانم بيجوم
سلطانم بيجوم (بالفارسية: سلطانم بیگم) كانت الزوجة الأولى للملك الصفوي الثاني طهماسب الأول. كانت والدة خليفة زوجها، إسماعيل الثاني، ووالدة محمد خدا بنده، الذي حكم من عام 1578 حتى الإطاحة به في عام 1587.

## الحياة
كانت ابنة عيسى بيغ موسولو من آق قويونلو. مثل والدة طهماسب تاجلو بيجوم، تنتمي سلطانم إلى قبيلة توركومان موسولو، وكانت ابنة عم ثالثة لزوجها. كان موسى سلطان، حاكم أذربيجان شقيقها. كان لدى بيجوم طفلين أثناء زواجها.
ارتفعت مكانة سلطانم لاصبح زعيمة الحريم بعد نفي تاجلو بيجوم إلى شيراز في عام 1540. كان لديها بلاط ملكي مستقل وكان وزيرها هو خواجة إبراهيم خليل. كما حصلت على اللقب الفخري «مهد عليا».

### أثناء حكم أبنائها
حافظت على مكانتها القوية في عهد إبنها إسماعيل الثاني حيث دعمته قبيلتها، موسولو، أيضا. كانت على قيد الحياة خلال عهد ابنها محمد خدا بنده وحفيدها عباس الأول.